# Malik al-Mu'azzam Musa
Malik al-Mu'azzam Musa (v. 1176 † 1227) est un ayyoubide, émir de Damas de 1218 à 1227, fils d’Al-Adel, sultan d’Égypte et de Damas.

## Biographie
Le 5 février 1200, son père al-Adel se rend maître de l’Égypte, dépose son petit neveu Malik al-Mansour et devient le sultan suprême de l’empire ayyoubide. Il effectue alors des changements parmi les gouverneurs et nomme son fils Malik al-Mu'azzam comme vice roi de Damas.
En 1203, il effectue sur la demande de son père une expédition sur Saint-Jean-d’Acre, mais il s’agit plus d’une démonstration militaire qu’une réelle incursion. En juillet 1221, il tente de profiter du couronnement de Jean de Brienne à Tyr et du fait qu’une grande partie de la noblesse y assiste pour tenter de prendre Saint-Jean-d’Acre, mais la détermination des défenseurs de la ville l’incite à renoncer.  En novembre 1217, il combat en Syrie une première vague de la cinquième croisade, composée de Hongrois, et qui finissent par rembarquer avant l’arrivée du gros de la croisade.
La seconde vague de croisés décide d’attaquer l’Égypte, dans le but de prendre des villes pour ensuite les monnayer contre la rétrocession de Jérusalem. Al-Adel est trop âgé pour assurer la résistance, qui est assurée par ses fils, al-Kamil en Égypte et al-Mu'azzam en Syrie. Pendant que les croisés assiègent Damiette, al-Mu'azzam tente des diversions, attaque Césarée et détruit la ville, mais échoue devant le citadelle défendue par les Templiers. Le 25 août 1218, les croisés s’emparent de la Tour de la chaîne, un important élément de la défense de Damiette qui interdisait aux croisés l’accès au Nil.
Al-Adel meurt le 31 août 1218 en apprenant la nouvelle et en conseillant à ses fils de céder Jérusalem aux croisés en échange de leur départ d’Égypte. La succession se passe sans problème à Damas, mais des émirs d’Égypte complotent pour renverser al-Kamil et le remplacer par un de ses frères, de sorte qu’Al-Kamil, ne se sentant plus en sécurité au milieu de son armée, déserte le camp dans la nuit du 4 au 5 février 1219. Al-Mu'azzam se porte à son secours et soumet les conjurés, puis il fait préventivement détruire les fortifications de Jérusalem à partir de mars 1219, pensant devoir livrer la ville aux Francs. À deux reprises, en juin et en juillet 1219, al-Kamil propose la restitution de Jérusalem, mais Pélage d’Albano, le légat de la croisade, refuse. Les croisés prennent la ville le 5 novembre 1219, et commencent à la transformer en colonie chrétienne. En juillet 1221, ils reprennent l’offensive en marchant vers Le Caire, mais sont surpris et paralysés par la crue du Nil provoquée par al-Mu'azzam et capturés. Seule la restitution de Damiette leur permet de quitter librement l’Égypte.
La résistance à la cinquième croisade avait été un succès en raison de la collaboration entre les trois frères, al-Mu'azzam, al-Kamil et al-Asraf, sultan de Khilat et de la Jazira. Mais cette harmonie est rompue à la fin de l’année 1223. Profitant de la mort de son cousin Al-Mansur Mohammed († 1222), émir de Hama et des troubles de succession, al-Mu'azzam tente de s’emparer de la ville, mais l’intervention de ses frères al-Kamil et al-Ashraf l’oblige à y renoncer. En 1226, al-Ashraf, dont les domaines sont menacés par les Khoarismiens, se rend à Damas pour demander de l’aide à son frère, mais al-Mu'azzam le garde dans une captivité dorée pour l’obliger à s’allier avec lui contre al-Kamil. À peine libéré, al-Ashraf se dépêche de revenir sur ses engagements et rejoint son frère al-Kamil. Al-Mu’azzam s’allie aux Khoarismiens, tandis que ses deux frères dépêchent une ambassade auprès de l’empereur Frédéric II, lui promettant Jérusalem contre son alliance et son aide militaire. La guerre fratricide est sur le point d’éclater quand Al’M’uazzam meurt de mort naturelle, le 11 novembre 1227.

## Postérité
D’une épouse dont l’histoire n’a pas conservé le nom, il avait eu :
- An-Nasir Dâ'ûd (1204 † 1258), sultan de Damas de 1227 à 1229, puis émir de Transjordanie de 1229 à 1258.

### Sources
- René Grousset, Histoire des croisades et du royaume franc de Jérusalem - III. 1188-1291 L'anarchie franque, Paris, Perrin, 1936 (réimpr. 2006), 902 p.
- Amin Maalouf, Les Croisades vues par les Arabes, J’ai lu, 1983 (ISBN 978-2-290-11916-7)